# راؤول دي مولينا
راؤول دي مولينا (بالإنجليزية: Raúl De Molina)‏ هو مصور أخبار ومصور وصحفي كوبي وأمريكي، ولد في 29 مارس 1959 في هافانا في كوبا.

## وصلات خارجية
- راؤول دي مولينا على موقع IMDb (الإنجليزية)
- راؤول دي مولينا على موقع قاعدة بيانات الفيلم (الإنجليزية)